# 本郷 (所沢市)
本郷（ほんごう）は、埼玉県所沢市の大字。郵便番号は359-0022。

## 地理
所沢市内の南東部、柳瀬地区に所属する。
JR武蔵野線･東所沢駅の南に位置し、近隣の東所沢、城、下安松、東所沢和田、および柳瀬川対岸で東京都清瀬市の下宿、中里と隣接する。北辺に埼玉県道・東京都道179号所沢青梅線が通り、南側に柳瀬川が流れている。地内は主に畑などの農地で、北端の県道179号の沿道沿いには住宅やビルが立地する。また、柳瀬川が作り出した河岸段丘の主に山林となっている段丘崖の麓沿いにも住宅地が帯状に立地する。

### 河川
- 柳瀬川

## 歴史
- 戦国時代頃までは、近隣の滝の城の城下町･領地として繁栄した[※ 1]。
- 江戸期は武蔵国入間郡山口領に属する本郷村、さらに古くは安松郷柳瀬荘に属していたと云う[5][6]。
- 幕末時点では入間郡本郷村であった。明治初年の『旧高旧領取調帳』の記載によると、代官松村忠四郎支配所が管轄する幕府領であった[※ 2]。
- 1868年（慶応4年）6月20日 - 旧幕府領が武蔵知県事・松村長為（旧幕府代官）の管轄となる。
- 1869年（明治2年）1月13日 - 武蔵知県事・古賀定雄の管轄区域に品川県を設置、同県の管轄となる[※ 2]。県庁は東京府馬喰町に置かれる。
- 1871年（明治4年）11月14日 - 第1次府県統合により、入間県の管轄となる。
- 1873年（明治6年）6月15日 - 入間県が群馬県（第1期）と合併して熊谷県の管轄となる。
- 1876年（明治9年）8月21日 - 第2次府県統合により、埼玉県の管轄となる。
- 1879年（明治12年）3月17日 - 郡区町村編制法により成立した入間郡に属す。郡役所は川越町に設置。
- 1889年（明治22年）4月1日 - 町村制施行に伴い、坂之下村、城村、南永井村、亀ヶ谷村、日比田村、本郷村が合併し、入間郡柳瀬村が成立。本郷村は柳瀬村の大字本郷となる。
- 1955年（昭和30年）4月1日 - 柳瀬村が所沢市へ編入。所沢市の大字となる。
- 1986年（昭和61年）8月31日 - 区画整理に伴う町名・地番変更で一部が東所沢和田および東所沢になり分離[7]。

### 地名の由来
地名は古くは安松郷に属し、その中心地（本郷）に由来するものと云われている。

## 世帯数と人口
2017年（平成29年）9月30日現在の世帯数と人口は以下の通りである。
| 大字 | 世帯数  | 人口    |
| ---- | ------- | ------- |
| 本郷 | 789世帯 | 2,018人 |

## 小・中学校の学区
市立小・中学校に通う場合の学区（校区）は以下の通り
| 小学校                             | 中学校                           |
| ---------------------------------- | -------------------------------- |
| 所沢市立柳瀬小学校 (坂之下)        | 所沢市立柳瀬中学校 (坂之下)      |
| 所沢市立東所沢小学校 (東所沢2丁目) | 所沢市立柳瀬中学校 (坂之下)      |
| 所沢市立安松小学校（下安松）       | 所沢市立安松中学校（東所沢和田） |

## 交通

### 鉄道
- JR東日本武蔵野線 - 地内に駅は設置されていない。最寄駅は、東所沢駅。

### バス
- 地内のバス停は、「名古屋」・「本郷」（西武バス「所52」系統）

### 道路
- 埼玉県道・東京都道179号所沢青梅線
- オリンピック道路

交差点
- 「東所沢駅入口」
- 「柳瀬保育園入口」
- 「本郷」
- 「東所沢4丁目」

## 施設
公共
- 東所沢サニータウン自治会館
- 本郷生活改善センター
- 西前公園[9]

保育
- 市立柳瀬保育園[10]
- 桑の実本郷保育園[11]

社寺
- 東福寺
- 遠照寺
- 下組八幡稲荷神社
- 氷川神社